# Albion

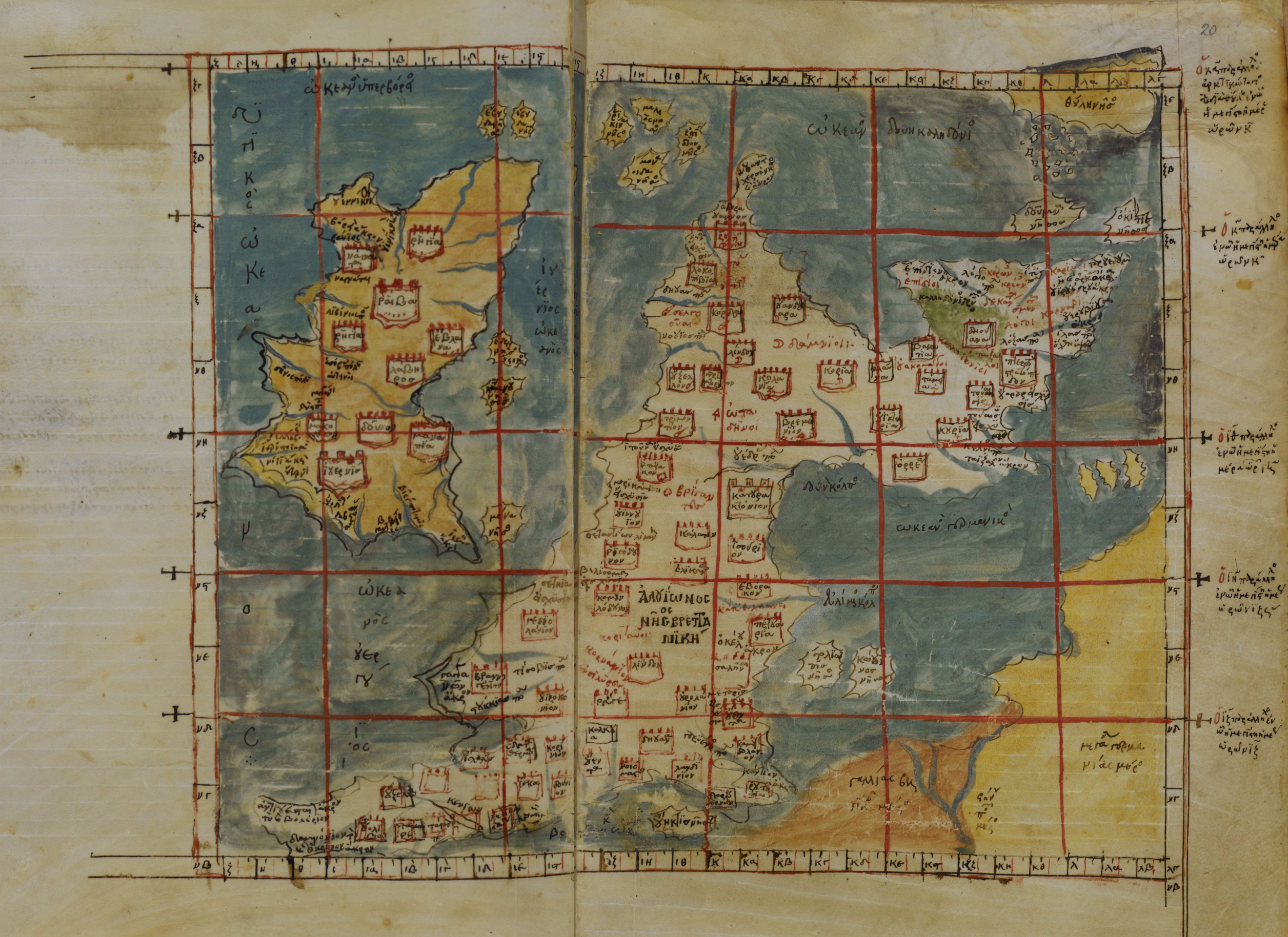
Ptolemäische Karte der Britischen Inseln

Albion (bei Claudius Ptolemäus Ἀλουίων, Alouion) ist ein antiker Name für Großbritannien, obwohl der Begriff meist auf England bezogen wird. Der Begriff wird auch neuzeitlich vor allem dichterisch für England benutzt.
Der Name ist möglicherweise keltischen Ursprungs, wobei die Römer ihn von den Kreidefelsen von Dover ausgehend mit lateinisch albus („weiß“) verbanden und A. Holder (Alt-Celtischer Sprachschatz, 1896) ihn schlicht mit Weißland übersetzte. Ein entsprechendes keltisches Wort für „weiß“ ist allerdings nicht bekannt, was diese Ableitung problematisch erscheinen lässt. Eine weitere Möglichkeit wäre die erschlossene keltische Wurzel *albio- („Welt“, „Land“). Auf eine dieser Versionen gehen wohl auch die Alpen, Albaner und Alba, das schottisch-gälische Wort für Schottland, auf Irisch Albain, zurück.
Die frühen Geschichtsschreiber (6. Jahrhundert v. Chr.) benutzten den Namen Britannia nicht und sprachen stattdessen von nesos Iernon kai Albionon (Insel der Ierni und Albiones). Pytheas von Massalia (4. Jahrhundert v. Chr.) sprach folglich von Albion und Ierne. Begründet auf der Tatsache, dass es an der nördlichen Küste Spaniens bei Asturien einen Stamm namens Albiones gab, hatten auch manche Gelehrte Albion in dieser Gegend angesiedelt (G. F. Unger, Rhein. Mus. xxxviii, 1883, S. 156–196). Von späteren Gelehrten des klassischen Altertums wie Plinius dem Älteren (Naturgeschichte 4,102) und Claudius Ptolemäus wurde der Name Albion aufgegriffen.

## Perfides Albion
Der stehende Ausdruck „perfides Albion“ (englisch perfidious Albion, französisch la perfide Albion) für die angebliche Hinterhältigkeit der britischen Außenpolitik stammt aus dem 1793 verfassten Gedicht L’Ère des Français des französischen Dichters und Dramatikers Augustin Louis de Ximénès (1728–1817), taucht früher aber auch schon bei Jacques Bénigne Bossuet auf. Die formelhafte Wendung übernahmen später François-René de Chateaubriand, Gustave Flaubert, Théodore de Banville, Edmond und Jules de Goncourt, Anatole France und Christophe. Im Zuge einer groß angelegten Rekrutierungskampagne Napoleons I. wurde sie 1813 zum geflügelten Wort. Im deutschen Sprachraum wurde der Ausdruck insbesondere in der wilhelminischen Zeit in Deutschland – im Zeichen zunehmender deutsch-britischer Spannungen – häufig verwendet.
Man bezog sich dabei auf verschiedene historische Ereignisse:
- Während des Hundertjährigen Kriegs töteten 1415 bei der Schlacht von Azincourt die Engländer unter ungeklärten Umständen bereits gefangene französische Ritter.
- Vor Beginn des Siebenjährigen Krieges kaperten im Jahre 1755 die Briten ohne Kriegserklärung oder diplomatische Note 300 französische Handelsschiffe und inhaftierten 6000 Seeleute.
- 1801 zerstörte Hyde Parker zusammen mit Nelson ohne Kriegserklärung die dänische Flotte in der Seeschlacht von Kopenhagen.
- 1908 empfahl Lord Fisher dem regierenden König Eduard VII., „die deutsche Flotte zu kopenhagisieren“. Nach Admiral Bacon „nahm Fisher an, dass Deutschland, wenn es sein Flottenprogramm (…) beendet hätte, uns angreifen würde; und zwar im September oder Oktober 1914 wegen der dann erfolgten Fertigstellung des Kaiser-Wilhelm-Kanals (…). Die Wiederholung von Kopenhagen 1801 wäre deshalb empfehlenswert: ‚Warum sollten wir warten und Deutschland den Vorteil der Festlegung des Angriffszeitpunktes geben?‘“ Der König antwortete ihm, dass diese Vorstellung allgemeinem Recht widerspräche.

Im Zweiten Weltkrieg wurde der Ausdruck nach der Zerstörung der französischen Flotte in Mers-el-Kébir durch die Briten von der nationalsozialistischen Presse wieder verwendet. 1940 gratulierte Wilhelm von Preußen Adolf Hitler in einem Brief zum Sieg über Holland, Belgien und Frankreich und nutzte dabei die Worte „der Weg ist frei für eine endgültige Abrechnung mit dem perfiden Albion“.
Auf die Tradition dieses Begriffes in französisch-englischen diplomatischen Auseinandersetzungen bezog sich Ende 2011 der damalige britische Vize-Premierminister Nick Clegg in ironischer Weise.